# Juan Antonio Ortega y Díaz-Ambrona
Juan Antonio Ortega y Díaz-Ambrona (Madrid, 11 de diciembre de 1939) es un político, abogado y escritor español. Fue ministro durante los gobiernos de UCD liderados por Adolfo Suárez y Leopoldo Calvo-Sotelo, entre 1980 y 1981.

## Biografía
Nació en 1939 en la ciudad de Madrid. Estudió el bachillerato en el colegio del Pilar y las carreras de Derecho (premio extraordinario) y Filosofía y Letras en la Universidad de Madrid, y ganó posteriormente las oposiciones al Cuerpo de Letrados del Consejo de Estado. 

### Actividad política
En 1974 fue nombrado Director Técnico del Instituto de Estudios Administrativos. Fue miembro del Grupo Tácito y se integró en la plataforma del presidente Adolfo Suárez, la Unión de Centro Democrático (UCD). Tras las primeras elecciones democráticas de 1977, fue nombrado secretario general técnico del Ministerio de Justicia en el primer gabinete democrático de Suárez; más adelante subsecretario del mismo ministerio. Tras las elecciones de 1979 desempeñó el cargo de Secretario de Estado de Desarrollo Constitucional, adscrito a la presidencia del Gobierno en el segundo gabinete de Suárez.
En la remodelación gubernamental de mayo de 1980, Suárez lo nombró Ministro Adjunto al Presidente Encargado de la Coordinación Legislativa; y pocos meses más tarde, en septiembre del mismo año, fue nombrado ministro de Educación. En ese cargo fue confirmado tras la renuncia de Suárez y la elección de Leopoldo Calvo-Sotelo como nuevo presidente del gobierno, en 1981. Calvo-Sotelo le encomendó también el área de universidades, que había sido desgajado en 1979. 
En diciembre de 1981, Ortega Díaz-Ambrona fue cesado de sus funciones. Fuera del Gobierno, fue elegido secretario general de la UCD en el Congreso Extraordinario que siguió a su descalabro electoral en las elecciones de 1982. Su breve gestión al frente de la agónica formación centrista culminó en la firma de la disolución del partido, el 18 de febrero de 1983.

### Actividad profesional
Como abogado, ha desempeñado los cargos de director de asuntos institucionales y corporativos de la compañía petrolífera Repsol, entre los años 1995 y 2002, así como de asesor de empresas del sector energético como Gas Natural, Campsa o la Compañía Logística de Hidrocarburos (CLH), entre otras. En 2002 fue nombrado Defensor del cliente del Banco Bilbao Vizcaya Argentaria (BBVA).
Desde enero de 2010 hasta 2017 ocupó el puesto de magistrado del Tribunal Constitucional de Andorra.

## Obras
Es autor de los libros Memorial de transiciones, publicado en 2015, Las transiciones de UCD: Triunfo y desbandada del centrismo (1978-1983), aparecido en 2020, y El Grupo Tácito. Un precursor del centrismo de UCD en 2022.